# Gabriel González Videla
Gabriel González Videla (La Serena, 22 november 1898 - Santiago, 22 augustus 1980) was een Chileens staatsman. Hij was van 3 november 1946 tot 3 november 1952 president van Chili.

## Biografie
Gabriel González Videla werd geboren in La Serena op 22 november 1898 als zoon van Gabriel González Castillo en Teresa Videla Zepeda. Hij was de oudste van 18 kinderen. Zijn voorgeslacht was afkomstig uit Spanje. Hij bezocht het lyceum in La Serena en studeerde rechten aan de Universiteit van Chili. Na zijn promotie vestigde hij zich in La Serena om de zorg voor zijn familie op zich te nemen na de verlamming van zijn vader. Hier opende hij een advocatenkantoor en werd in 1924 vrijmetselaar. Sinds zijn studietijd was hij lid van de  Partido Radical (Radicale Partij). In 1927 werd hij vanwege zijn verzet tegen dictator Carlos Ibáñez del Campo gearresteerd. Hij wist echter te ontsnappen en dook onder.
Na de val van Ibáñez werd hij in 1930 in de Kamer van Afgevaardigden gekozen. Na de staatsgreep van 4 juni 1932 door kolonel Marmaduke Grove werd het parlement echter ontbonden. De door de junta uitgeroepen Socialistische Republiek Chili was echter maar een kort leven beschoren en aan het eind van 1932 werd de democratie hersteld. In 1933 werd hij wederom in het parlement gekozen. In 1937 volgde zijn herverkiezing. Intussen was González door de radicale partij tot haar voorzitter gekozen (1932-1937). Hij steunde de Volksfrontregering van radicalen, socialisten en communisten onder president Pedro Aguirre Cerda en werd in 1939 door de president benoemd tot ambassadeur in Frankrijk. In 1940 werd hij ambassadeur in Portugal en in 1942 in Brazilië. González zou echter nooit aankomen op zijn post in Brazilië omdat president Aguirre was overleden en er nieuwe presidentsverkiezingen zouden worden gehouden op 1 februari 1942.

### Presidentsverkiezingen van1942
De partijen van de Alianza Democrática (Democratische Alliantie), de opvolger van het Frente Popular (Volksfront), schoven Juan Antonio Ríos, een partijgenoot van González, naar voren als kandidaat voor het presidentschap. Twee dagen voor de voorverkiezingen die de kandidaat voor het presidentschap namens de Alianza Democrática formeel moesten aanwijzen keerde González naar Chili terug en besloot zich te kandideren. Dit leidde tot spanningen binnen de radicale partij, maar ook binnen de Alianza Democrática. De behoudende Ríos was niet echt de droomkandidaat van de linkse partijen binnen de Alianza en zij zouden veel liever de linkse González als presidentskandidaat hebben gezien. Had González zich eerder kandidaat gesteld voor de Alianza, dan had hij vast de nominatie van die coalitie gekregen. De partijen van de Alianza Democrática kozen echter Ríos tot presidentskandidaat.
Bij de presidentsverkiezingen van 1 februari 1942 werd Ríos tot president van Chili gekozen. Hoewel gekozen met steun van de linkse partijen, voerde hij een behoudend beleid.
In 1945 werd González in de Senaat gekozen en vertegenwoordigde hij in datzelfde jaar zijn land tijdens de conferentie van de Verenigde Naties in San Francisco.

### President
President Ríos overleed in 1946 en er werden vervroegde presidentsverkiezingen uitgeschreven. González werd door zijn eigen radicale partij aangewezen als presidentskandidaat. Na het binnenslepen van de nominatie trachtte hij tevergeefs de Alianza Democrática nieuw leven in te blazen. De socialisten zag af van samenwerking met de radicalen en communisten. González zag nog wel kans de steun van de communistische partij binnen te halen.
Bij de verkiezingen van 4 september 1946 verkreeg hij 40% van de stemmen en versloeg daarmee de twee kandidaten van rechts, Eduardo Cruz-Coke en Fernando Alessandri en de socialist Bernardo Ibáñez. Omdat hij geen meerderheid had behaald moest het Congres middels een stemming bepalen wie de nieuwe president moest worden. Met steun van de fracties van de radicale en communistische partij werd hij tot de nieuwe president van Chili gekozen.

### Confrontatie met de communisten
In zijn eerste kabinetten hadden ook ministers van communistische huize zitting. Dit leidde tot spanningen tussen de socialisten en de communisten, die eertijds bondgenoten waren, maar daar de socialisten buiten de regering bleven, bittere vijanden werden. De grootste vakbond, de CTCh, waar zowel socialisten als communisten lid van waren, viel uiteen. Binnen de regering traden ook problemen op toen de communistische partij meer ministersposten opeiste terwijl González weigerde om in te gaan op deze eis. De communistische partij trok daarop haar ministers uit de regering terug. González besloot daarop de communistische partij te verbieden (1948). Aanhangers van de nu illegale communistische partij werden opgepakt en gevangengezet. Een communistisch getinte staking onder mijnwerkers in Lota werd bruut onderdrukt. De regering besloot de diplomatieke betrekkingen met de Sovjet-Unie en de staten van het Warschaupact te verbreken.
Zeer verbolgen over de anticommunistische koers van de president was de beroemde schrijver en senator Pablo Neruda. Hij viel president González in woord en geschrift aan. Hij noemde González een "rat" en een vriend van de nazi's die tijdens zijn ambassadeurschap in het door de Duitsers bezette Frankrijk diners hield ter meerder eer en glorie van het Duitse Rijk en bewust de joodse afkomst van zijn vrouw te verzwijgen. De verbolgenheid van Neruda valt goed te begrijpen als men bedenkt dat hij een belangrijk aandeel had in de campagne van González voor het presidentschap in 1946. Vanwege zijn verzet tegen de president werd in 1948 een arrestatiebevel uitgevaardigd om Neruda op te pakken. Hij dook echter onder en ontliep zo gevangenschap.
Na de breuk met de communistische partij vormde de president een nieuw kabinet waar naast leden van zijn eigen radicale partij, ook politici van de centrumrechtse partijen, de Conservatieve Partij en Liberale Partij, zitting hadden (Concentración Nacional). Ook traden er enkele socialisten en leden van de kleine democratische partij toe tot de regering. De nieuwe regering was uitgesproken anticommunistisch en oriënteerde zich sterk op de Verenigde Staten van Amerika. Met de VS werd een militair pact gesloten en handelsverdragen werden met dat land gesloten. De minister van Financiën, Jorge Alessandri, wist op succesvolle wijze de overheidsuitgaven terug te dringen waardoor het begrotingstekort werd teruggedrongen. De gunstige economische situatie droeg bij aan de verkiezingsoverwinning in 1949 van de regeringspartijen. Binnen de coalitie broeide het echter: de radicalen en socialisten wilden liever niet geassocieerd worden met het rechtse beleid van de regering. Tijdens demonstraties van overheidspersoneel in 1950 kozen de radicalen partij voor de demonstranten. De ministers van de centrumrechtse partijen stelden daarop uit protest hun portefeuilles ter beschikking.
President González was nu de steun van centrumrechts kwijt en daarmee de regeringsmeerderheid in het parlement. González wist echter zijn ambtstermijn vol te maken. Hij wist zich gesteund door de partijen van het politieke midden. Deze laatste, centrumgerichte kabinetten, waren relatief hervormingsgezind en werden de kabinetten van Sensibilidad Social genaamd.
In 1948 werd er een complot onder luchtmachtofficieren ontdekt die een staatsgreep wilden plegen om vervolgens oud-dictator generaal Ibáñez aan de macht te brengen. Een onderzoek werd ingesteld, maar Ibáñez werd vrijgesproken van betrokkenheid.

### Buitenlandse politiek

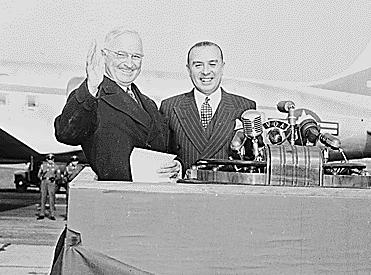
President González met president Harry S. Truman tijdens het staatsbezoek aan de VS in april 1950

Zijn buitenlandse politiek was gericht op nauwe betrekkingen met andere Zuid-Amerikaanse landen. Zeer goed waren de betrekkingen met Bolivia met welk land onderhandeld werd over toegang tot de zee voor Bolivia in ruil voor financiële compensatie.
In 1950 bezocht president González de Verenigde Staten. President Truman liet González gebruik maken van de Air Force One die hem speciaal kwam ophalen. De hartelijkheid van Amerikaanse zijde had te maken met het verbod op de communistische partij. Chili werd gezien als een belangrijke Amerikaanse bondgenoot in de regio.

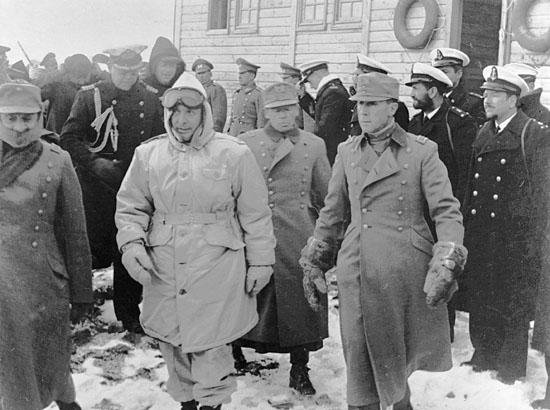
President González tijdens de ingebruikname van de Basis General Bernardo O'Higgins Riquelme op Antarctica in 1948

González was het eerste staatshoofd ter wereld dat Antarctica bezocht. De Base Presidente Gabriel González Videla is naar hem vernoemd.
In 1952 werd oud-dictator Carlos Ibáñez del Campo gekozen als zijn opvolger.

### Na zijn presidentschap
Tijdens de jaren van het presidentschap van Ibáñez werd González door diens politieke tegenstanders aangezocht om zich kandidaat te stellen voor het presidentschap van 1958. González maakte echter duidelijk dat hij geen nieuw ambtstermijn ambieerde. In 1964 speelde hij een actieve rol in de campagne van de radicaal Julio Durán - een anticommunist - voor het presidentschap.
In 1971 zegde González zijn lidmaatschap van de nu linksgeoriënteerde radicale partij op uit onvrede over de samenwerking met de Partido Socialista (Socialistische Partij) van Salvador Allende. In 1973 steunde hij de staatsgreep van generaal Augusto Pinochet.
In 1975 publiceerde hij zijn tweedelige memoires.
Hij was vice-voorzitter van de door de militaire junta ingestelde Staatsraad die een nieuwe grondwet moest voorbereiden. Nadat de Staatsraad haar taak had voltooid, trok González zich uit het openbare leven terug. Hij overleed in Santiago op 22 augustus 1980 aan een de gevolgen van een hartstilstand.

## Privé
González was sinds 1926 getrouwd met Rosa Markmann Reijer (1907-2009), de dochter van een van oorsprong Duitse bankier. Zij was aanvankelijk protestants, maar ging voor haar trouwen tot het katholieke geloof over. Uit dit huwelijk kwamen drie kinderen (twee dochters en een zoon) voort. Zij was een bekend pleitbezorger van het vrouwenkiesrecht dat in 1949, tijdens het presidentschap van haar man, werd ingevoerd. Tijdens de militaire dictatuur (1973-1990) steunde zij president Pinochet, die zij zeer bewonderde. Ze was bevriend met de vrouw van Pinochet, Lucía Hiriart.

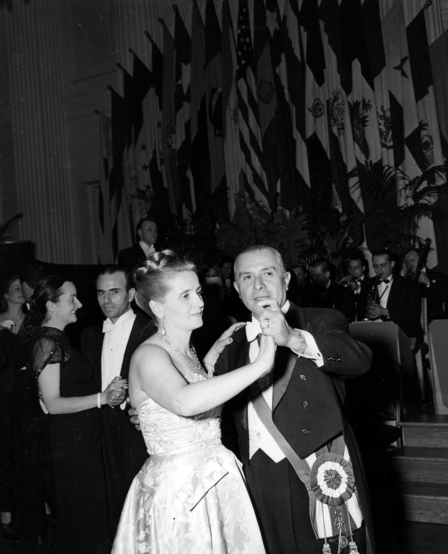
President González met zijn vrouw Rosa op de dansvloer tijdens een diner in Washington

Tijdens het ambtstermijn van González kwam telkens het verhaal naar boven dat zijn vrouw van joodse afkomst zou zijn. Rosa González heeft deze geruchten bevestigd noch ontkend.
Vanwege haar uitstraling en het feit dat zij tijdens het presidentschap van haar man zo op de voorgrond trad, werd zij wel de "Chileense Evita Perón" genoemd.

### Vrijmetselaar
Als vrijmetselaar behoorde González tot de loge Luz y Esperanza in La Serena.

## Werken
- González Videla, Gabriel: Memorias (1975)